# Arata Watanabe
Arata Watanabe (jap. 渡邉 新太, Watanabe Arata; * 5. August 1995 in Niigata, Präfektur Niigata) ist ein japanischer Fußballspieler.

## Karriere
Arata Watanabe erlernte das Fußballspielen in der Jugendmannschaft von Albirex Niigata sowie in der Universitätsmannschaft  der Ryūtsū-Keizai-Universität. Von der Universität wurde er von August 2017 bis Januar 2018 an seinen ehemaligen Jugendverein Albirex Niigata ausgeliehen. Nach Ende der Leihe wurde er 2018 fest verpflichtet. Der Verein aus Niigata, einer Großstadt in der gleichnamigen Präfektur Niigata auf der Insel Honshū, spielte in der zweithöchsten japanischen Liga, der J2 League. Für Niigata absolvierte er 92 Zweitligaspiele und schoss dabei 22 Tore. Im Januar 2021 wechselte er ablösefrei zum Erstligisten Ōita Trinita nach Ōita. Am Saisonende 2021 belegte er mit Ōita den achtzehnten Tabellenplatz und musste in zweite Liga absteigen. Nach 102 Ligaspielen wechselte er im Januar 2025 nach Mito zum ebenfalls in der zweiten Liga spielenden Mito Hollyhock.